# پویا رحمانی
پویا رحمانی (زادهٔ ۱۳۷۲ در آمل)، کشتی‌گیر ایرانی است. وی در بخش کشتی ساحلی مسابقه می‌دهد.
پویا رحمانی نخستین مدال‌آور طلای تاریخ ایران در بازی‌های جهانی ساحلی است که در بازی‌های جهانی ساحلی ۲۰۱۹ در دوحه، در وزن ۹۰+ کیلوگرم به مدال طلا دست‌یافت.
وی توانست در کمتر از ۴ ساعت،۶ حریف را شکست دهد که تحسین نناد لالوویچ رییس اتحادیه جهانی کشتی را به همراه داشت. در سال ۲۰۲۰، او در مسابقات پهلوانی هند توانست رستمِ هند شود و گرزِ رستم را بدست آورد.

## نتایج (به تفکیک مسابقات)

### بازی‌های جهانی ساحلی
مدال طلا ۲۰۱۹ دوحه؛
رقابت‌های وزن ۹۰+ کیلوگرم کشتی ساحلی، در گروه A، رحمانی توانست در کشتی نخست خود با نتیجه ۳ بر صفر از سد اوفوک ایلماز از ترکیه گذشت. وی در مبارزه بعدی خود نیز با نتیجه ۴ بر صفر داوی خوزه آلبینو از برزیل را شکست داد. وی در سومین مبارزه‌اش با نتیجه ۳ بر صفر دیانته کوپر از آمریکا و سپس لوانیس ۳ بر یک کارجیوتاکیس از یونان را شکست داد و بعنوان نفر اول گروه خود به مرحله نیمه‌نهایی راه یافت. رحمانی در این مرحله با نتیجه ۳ بر صفر از سد اویان نازاریان از ارمنستان گذشت و گام به فینال گذاشت. وی در دیدار فینال بار دیگر با نتیجه ۳ بر صفر ایلماز از ترکیه را شکست داد و نخستین مدال طلای کاروان ایران را به ارمغان آورد.